# ام‌اس هانزا
ام‌اس هانزا (به انگلیسی: MS Hanseatic) یک کشتی است که طول آن ۱۲۳٫۰۰ متر (۴۰۳ فوت ۷ اینچ) می‌باشد.